# 帯広の森アイスアリーナ
帯広の森アイスアリーナ（おびひろのもりアイスアリーナ）は、北海道帯広市にあるスケートリンク。この項目では隣接する帯広の森第二アイスアリーナ（おびひろのもりだいにアイスアリーナ）についても記載している。

## 概要
帯広の森アイスアリーナは1987年（昭和62年）8月30日、帯広の森第二アリーナは同年12月30日に帯広の森運動公園に開館した。建設に際して、帯広の森アイスアリーナには北海道から、第二アイスアリーナには日本船舶振興会（現在の日本財団）から補助を受けた。
2019年1月に開催されたIIHF女子U18世界選手権、1989年（平成元年）開催の第44回国民体育大会（はまなす国体）、2002年（平成14年）の第57回国民体育大会冬季大会（とかち青空国体）のアイスホッケー競技会で使用され、全日本女子アイスホッケー選手権大会、日本学生氷上競技選手権大会、日本学生女子アイスホッケー大会、全国高等学校アイスホッケー競技選手権大会、全国中学校アイスホッケー競技会などの全国大会がたびたび開催されているほか、アジアリーグアイスホッケーや女子日本アイスホッケーリーグの会場としても使用されている。
大会などが行われない日には一般開放の時間が設けられており、個人やクラブチームによる使用が可能。

## 施設
公衆無線LAN (Wi-Fi) 使用可能。

### 帯広の森アイスアリーナ
- リンク／公認リンク（60 m×30 m）
- バイピング永久床式（鋼管埋設）
- ラウンジ
- 選手控室
- 研修室
- レフェリー室
- プレイヤーズベンチ
- ペナルティーベンチ
- 医務室
- 放送室
- 観覧席
- ホワイエ

### 帯広の森第二アイスアリーナ
- リンク／公認リンク（60 m×30 m）
- バイピング永久床式（鋼管埋設）
- 選手控室
- プレーヤーズベンチ
- ペナルティーベンチ
- レフェリー室
- オフィシャルボックス
- 放送室

## アクセス
北海道旅客鉄道（JR北海道）帯広駅からバスで約40分